# Петър Проданов
Петър Стоянов Проданов е габровски журналист, редактор, общественик и писател, автор на хумористични разкази.

## Биография
Петър Проданов е роден на 2 април 1932 г. в Габрово.
| „ | Винаги казваше, че погрешка е роден на 2 април... Трябвало е да бъде в деня на хумора – на първи!... | “ |

Има много разностранни интереси – играе е в театър и ръководи народен танцов състав, чете много книги за астрономия, техника, шах, физика и художествена литература. Става душата на компаниите и за него се прави 6-струнна китара в руски строй. Завършва трети прогимназиален клас в Първа прогимназия „Радион Умников“ като стипендиант на Министерството на народната просвета. Още в техникума проявява интерес към фолклора; завършва градски, околийски и окръжен курс, а през 1951 г. – и национална школа по хореография като специалист хореограф. През 1952 г. завършва Техникума по текстил. Заедно с Геньо Генев, Стефан Рачев и Цвятко Василев е основоположник на танцовия състав към Техникума (1848 – 1952). Ръководител е на няколко детски и работнически колектива и спомага за издигането на танцовото изкуство в града.
Жени се на 21 януари 1956 година – лют и мразовит ден.
През 1953 – 1956 г. работи като завеждащ отдел в Пионерски дом и редовно сътрудничи на вестник „Септемврийче“ до 1964 година. От 1959 година е назначен на работа в Окръжния вестник „Балканско знаме“ (впоследствие „Габрово днес“) като литературен сътрудник и редактор, а от 1966 година е отговорен секретар и е удостоен от ВАК с висше образование. От 1973 до 1988 е водещ редактор на единственото в страната издание за хумор и сатира „Бодлив смях“. Автор е на многобройни публикации, фейлетони и статии, като най-значима от тях е поредицата „От кое време си, Габрово“ от 1983 година. Една от неговите две пиеси за куклен театър – „Кой обърка конците“, е премирана в национален конкурс.
От 1954 г. заедно с други негови съмишленици е един от инициаторите за възраждане на стари габровски традиции, които се доразвиват във Фестивала на хумора и сатирата, етнографския комплекс „Етъра“, Дома на хумора и сатирата. Той е автор на сценария на първите няколко карнавални шествия, както и инициатор, автор и съставител на поредицата сборници „Габровит“ (1971 – 1987), издадени от СП „Реклама“ за популяризиране на производството на промишлеността в окръга със средствата на габровския хумор и традиции.
Лауреат е на Националния конкурс „Чудомир“ през 1978 г. за издирване и популяризиране на фолклорен хумор. Дългогодишен член на „Голямата къща на смешните хора“ към Радио София, сътрудник на много радиа, вестници и списания в България.
Автор е на първата публикация на габровските шеги със заглавие „С отрязани опашки“ през 1964 г. в съавторство с колегата си Коста Цонев. По-късно заедно с Директора на Дома на хумора и сатирата – Стефан Фъртунов, публикува известния в цял свят сборник „Габровски шеги“, в началото на български, руски, английски, немски и френски език, впоследствие преиздаден над 40 пъти на 24 езика.
През 1960 г. като плод на работата му с децата излиза от печат книгата „Седмокласници“. Неиздадени остават другите му две книги на същата тематика – „Колиба край реката“ и „Клуб „Неспокойни сърца“. Автор е на две пиеси за куклен театър, като с втората в съавторство с Веселин Василев – „Кой обърка конците“, се открива новата сграда на Габровския куклен театър през 1979 г., а през 1980 г. е премирана на националния конкурс „Михаил Лъкатник“.
Литературното му творчество е насочено към хумористичното, фолклорно и историческо наследство на Габрово в книгите „Златните габровци“ (1994), „Истински габровски шеги“ (1998) и „Габровски приказки“ (2004 и 2005), като последната е отличена с Априловска награда на Община Габрово за 2005 г.
Член е на Съюза на Българските Журналисти и на Съюза на Българските писатели.
Носител е на ордени „Кирил и Методий“ I и II степен, юбилеен медал „100 години от Освобождението на България“, на Почетния знак на Габрово 2002 г., според други източници – 2003 г. Воден от девиза „Малко дай, но от сърце го дай!“, продължава да издирва и популяризира стореното от феномена „габровец“.
Умира на 5 януари 2012 г.

## Книги
| „                        | През 1950-те и началото на 1960-те години моят баща събра и записа стотици истории за живота в старо Габрово. Това бяха случки с хора както от простолюдието, така и от нивото на индустриалци, предприемачи, политици, хора на културата и изкуството, но най вече с колоритните образи на града от тези години. Тъй, като много от тях бяха все още живи, разказите и случките за тях бяха предадени обобщено и не се споменаваха имена. Така истинските истории се превърнаха в анекдоти, а героите им – известни само за хората, които ги помнят. Като продължител на делото на краеведа Илия Габровски и хумориста Радослав Бумов, баща ми достигна до първото им официално издаване със съдействието на своя колега, журналиста Коста Цонев. Те са и хората, дали идеята да се възобнови карнавалното шествие и дните на хумора и сатирата, заражда се идея за построяване на Дом на хумора и обявяване Габрово за столица на хумора и сатирата. Първите публикации на анекдотите са през 1964 година като подлистник на хумористичната страница на тогавашния вестник „Балканско знаме“ – „Бодлив смях“, а първото издание в книжка е от 24 май 1965 година. Но това е само една малка част от събраното от Петър Проданов. Напълно достатъчно, за да бъде преписвано и преиздавано от други до ден днешен. И така малко по малко истинският автор остава забравен... Заглавието на изданието „С отрязани опашки“ за първи път поставя на преден план един от последвалите символи на габровския хумор. Заедно с колегата си на гърба на книжлето двамата съавтори пишат: „Цена 5 стотинки (само за хартията – анекдотите си не ги продаваме срещу никакви пари)“. | “ |
| Пламен Проданов, 2016 г. | |   |

- „Седмокласници“ – 1960 г.
- „Габровит“ – 1971 г., 1975 г., 1979 г., 1981 г., 1983 г., 1985 г., 1987 г.
- „Златните габровци“ – 1994 г.
- „Истински габровски шеги“ – 1998 г.
- „Габровски приказки“ – 2004 г. и 2005 г.[3]